# 4419 Allancook
A 4419 Allancook (ideiglenes jelöléssel 1932 HD) a Naprendszer kisbolygóövében található aszteroida. Karl Wilhelm Reinmuth fedezte fel 1932. április 24-én.